# 佛氏梵海龍
佛氏梵海龍（学名：Vanacampus vercoi）為輻鰭魚綱棘背魚目海龍魚科的其中一種，分布於澳洲南部海域，棲息深度2-3公尺，體長可達10.5公分，棲息在海草床，卵胎生。